# Ибрагимова, Мавлудахон Кахрамоновна
Мавлудахон Кахрамоновна Ибрагимова (30 июня 1967 года, Ферганская область, Узбекская ССР) — узбекский врач и политический деятель, депутат Законодательной палаты Олий Мажлиса Республики Узбекистан IV созыва. Член Либерально-демократической партии Узбекистана.

## Биография
Мавлудахон Ибрагимова окончила Андижанский государственный медицинский институт. В 2020 году избрана в Законодательную палату Олий Мажлиса Республики Узбекистан IV созыва, а также назначена на должность члена Комитета по вопросам экологии и охраны окружающей среды Законодательной палаты Олий Мажлиса Республики Узбекистан.